# Brevipalpus butcheri
Brevipalpus butcheri är en spindeldjursart som beskrevs av Pritchard och Baker 1958. Brevipalpus butcheri ingår i släktet Brevipalpus och familjen Tenuipalpidae. Inga underarter finns listade.